# Campagna Terrestre

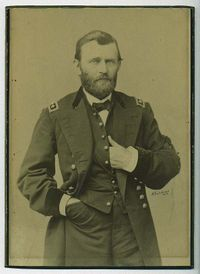
Ulysses S. Grant

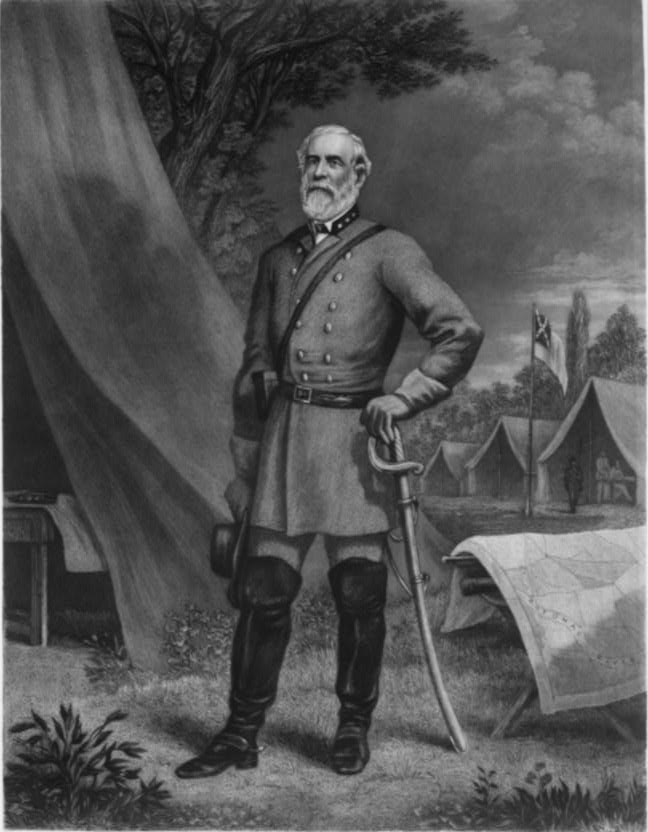
Robert E. Lee

La Campagna Terrestre (Overland Campaign) - così chiamata per distinguerla dalla Campagna peninsulare, sempre condotta in Virginia - fu costituita da una serie di battaglie combattute in Virginia fra maggio e giugno 1864 nella guerra di secessione americana. Il tenente generale Ulysses S. Grant, generale in capo di tutte le forze armate dell'Unione, diresse le azioni dell'Armata del Potomac, comandata dal maggior generale George G. Meade, e di altre forze contro l'Armata della Virginia Settentrionale del generale Robert E. Lee. Sebbene Grant patisse terribili perdite e numerose sconfitte tattiche nel corso della Campagna, è considerata una vittoria strategica dell'Unione, poiché costrinse Lee in una posizione indifendibile a Petersburg (Virginia).

## Teatro
All'inizio del 1864 la guerra civile aveva raggiunto una fase di stallo.
Nonostante i successi militari a Ovest che avevano permesso la conquista di gran parte del Tennessee e della valle del Mississippi a Est il fronte della Virginia non era cambiato di molto dall'inizio della guerra.
Lee era riuscito a sconfiggere Meade nella campagna di Mine Run alla fine del 1863 mentre a Ovest Braxton Bragg aveva messo in rotta i soldati di Rosecrans nella battaglia di Chickamauga cacciandoli dalla Georgia.
Nel marzo 1864 Grant fu richiamato dal teatro di operazioni occidentale, promosso tenente generale, e posto al comando supremo dell'esercito dell'Unione. Scelse di insediare il proprio Quartier Generale presso l'Armata del Potomac, nonostante Meade conservasse il comando di quella grande unità. Lasciò quindi il maggior generale William Tecumseh Sherman al comando della gran parte delle armate occidentali. Grant concepì una strategia coordinata allo scopo di colpire al cuore la Confederazione da molteplici direzioni: Grant, Meade, e Benjamin Franklin Butler contro Lee vicino a Richmond; Franz Sigel nella valle dello Shenandoah; Sherman avrebbe invaso la Georgia, sconfitto Joseph E. Johnston e catturato Atlanta; George Crook e William W. Averell avrebbero condotto operazioni contro le linee ferroviarie di rifornimento nella Virginia Occidentale; Nathaniel Banks avrebbe conquistato Mobile, in Alabama. Per la prima volta le armate dell'Unione avrebbero svolto una strategia offensiva unitaria su più teatri di operazione.
Sebbene le precedenti campagne dell'Unione in Virginia avessero avuto come obiettivo primario la capitale confederata di Richmond, questa volta l'obiettivo era la distruzione dell'esercito di Lee. Grant ordinò a Meade «Dovunque andrà Lee, ci andrai anche tu».
All'inizio della campagna, le forze coinvolte erano di 182000 uomini per l'Unione, 110000 per i Confederati. Grant era intenzionato a combattere una guerra di attrito, ingaggiando battaglie in cui le numericamente superiori forze dell'Unione avrebbero dissanguato l'esercito di Lee. Le perdite da ambo le parti potevano essere elevate, ma l'Unione aveva maggiori risorse per rimpiazzare soldati ed equipaggiamenti.
Grant, a dispetto dei numeri a suo favore, doveva affrontare problemi di organico. Operando in assetto offensivo sul territorio nemico, doveva difendere le proprie basi di rifornimento e le linee di collegamento con l'esercito dispiegato sul campo. Inoltre, poiché stava per scadere la ferma triennale di una parte dei soldati, questi erano ovviamente riluttanti a prendere parte ad azioni pericolose. Per affrontare queste questioni, Grant rimpinguò le proprie forze, riassegnando una parte degli uomini che gestivano l'artiglieria pesante intorno a Washington a reggimenti di fanteria.
Lee invece si trovava ad affrontare enormi problemi; la sua Armata della Virginia Settentrionale, nonostante fosse composta da veterani, era in inferiorità numerica in un rapporto di uno a due, le sue risorse si stavano esaurendo e aveva perso molti dei suoi migliori ufficiali dopo tre anni di guerra.
Lee era costretto a seguire una strategia difensiva; il suo piano generale era quello di creare una situazione di stallo, impedendo a Grant di raggiungere la Virginia centrale e al contempo infliggere al nemico il massimo numero di perdite possibili per minare il morale del pubblico del Nord sperando che gli elettori scegliessero un candidato democratico disposto a trattare col Sud nelle prossime elezioni presidenziali.
All'inizio della campagna, Lee si trovava a sua disposizione solo il II e il III Corpi d'Armata, comandati da Hill e Ewell: il I Corpo d'Armata di Longstreet si trovava nel Tennessee orientale e doveva marciare diverse miglia per raggiungere la Virginia.
La strategia di Lee era quella di costringere Grant ad attaccare le sue fortificazioni a Mine Run oppure attaccare Grant nella foresta di Spotsylvania in cui avrebbe avuto un vantaggio difensivo.
La battaglia avrebbe dovuto fermare Grant permettendo al I Corpo di Longstreet di arrivare e rinforzare l'esercito di Lee: con un po' di fortuna, Lee sperava, avrebbe costretto Grant alla ritirata, esattamente come avevano fatto i suoi predecessori, ricacciando l'Armata del Potomac oltre il Rapidan.
La Campagna Terrestre ebbe inizio quanto le forze di Grant (l'Armata del Potomac sotto Meade e il IX Corpo sotto Ambrose Burnside) attraversarono il fiume Rapidan il 4 maggio 1864. L'obiettivo di Grant era quello di costringere Lee allo scontro, fuori dalle sue fortificazioni di Mine Run, attirando le sue forze in campo aperto o aggirandole ai fianchi. Lee, sempre audace e pronto ad affrontare i rischi, si mosse come Grant si attendeva, ma più rapidamente di quanto questi avesse previsto; le forze dell'Unione non ebbero tempo per lasciare la zona nota come «la foresta di Spotsylvania» (Wilderness of Spotsylvania), un intrico di cespugli e boscaglia in cui l'anno precedente si era combattuta una parte della battaglia di Chancellorsville. Costringendo il nemico ad uno scontro in quel luogo, Lee annullò il vantaggio dell'Unione in termini di artiglieria.

## Battaglie

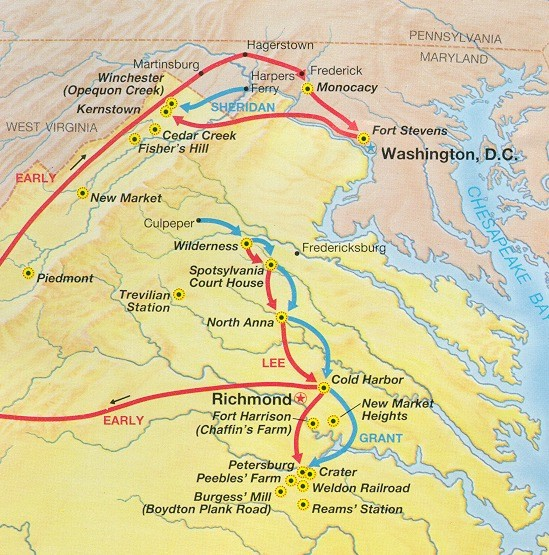
Teatro di operazioni orientale nel 1864

Le battaglie combattute durante la Campagna Terrestre furono:

### Battaglia del Wilderness (5–7 maggio 1864)
Il combattimento ebbe inizio la mattina del 5 maggio, quando i corpi confederati di Richard S. Ewell, muovendo rapidamente dall'Orange Turnpike, cozzarono col V Corpo del Maggior Generale Gouverneur K. Warren. Col progredire della giornata, la lotta si accese più a sud lungo la Orange Plank Road dove i Confederati di A.P. Hill si scontrarono con il II Corpo dell'Unione di Winfield Scott Hancock. Il giorno successivo il corpo confederato guidato da James Longstreet giunse sul campo di battaglia. Esso dapprima arrestò un'avanzata da parte dei nemici, quindi, con un attacco ai fianchi, li costrinse alla ritirata su posizioni difensive vicino alla Brock Road. In tutta quella confusione, Longstreet venne ferito da fuoco amico [perdite sudiste 7750 perdite nordiste 17667]. Il 7 maggio, anziché seguire l'abitudine dei suoi predecessori, che dopo una battaglia contro Lee si erano sempre ritirati verso nord, Grant diresse i suoi uomini ad est e a sud, alla città crocevia di Spotsylvania Court House.

### Battaglia di Spotsylvania Court House (8–21 maggio 1864)
Lee impedì a Grant di raggiungere il proprio obiettivo, e si trincerò. In una serie di attacchi durati oltre due settimane, Grant martellò le linee confederate, in gran parte centrate su un saliente noto come «Ferro di mulo». Un assalto in massa da parte del II Corpo di Winfield S. Hancock alla porzione di linea detta «L'angolo insanguinato», il 12 maggio, avrebbe anticipato le tattiche di assalto impiegate nella prima guerra mondiale. Perdite sudiste 11000 uomini perdite nordiste 18000 Grant ancora una volta si sganciò e sgusciò verso sudest.

### Battaglia di Yellow Tavern (11 maggio 1864)
I corpi di cavalleria nell'esercito di Meade, agli ordini di Philip H. Sheridan, erano stati utilizzati sino ad allora unicamente come forze di schermatura e ricognizione. Sheridan scavalcò Meade e ricevette direttamente da Grant il permesso di operare come una forza separata che avrebbe dovuto inseguire ed ingaggiare la cavalleria di J.E.B. Stuart. I due contendenti si scontrarono a Yellow Tavern e Stuart venne mortalmente ferito.

### Battaglia di Meadow Bridge (12 maggio 1864)
Dopo aver sconfitto la cavalleria confederata a Yellow Tavern, i corpi di cavalleria di Sheridan si trovarono a sole 2 miglia da Richmond. Tuttavia le mine poste sul cammino dalle forze sudiste, la stanchezza accresciuta da un violento nubifragio, l'accerchiamento dell'esercito confederato, convinsero Sheridan a ritornare indietro per riunirsi alle forze nordiste. Nella ritirata gli ingegneri di Sheridan costruirono rapidamente un ponte per attraversare il Chickahominy e poi, completato l'attraversamento delle truppe, lo fecero saltare.

### Battaglia di Wilson's Wharf (24 maggio 1864)
La Divisione di cavalleria di Fitzhugh Lee attaccò un deposito rifornimenti dell'Unione a Wilson's Wharf e fu respinta da due reggimenti afro-americani comandati dal brigadier generale Edward Wild. Una piccola vittoria dell'Unione ma di grande impatto propagandistico.

### Battaglia di North Anna (23–26 maggio 1864)
Intercettando i movimenti di Grant, Lee posizionò le proprie forze dietro il fiume North Anna in un saliente che avrebbe costretto Grant a dividere le proprie forze per attaccare. Il 23 maggio una delle Divisioni di A.P. Hill attaccò il V Corpo, che aveva attraversato il fiume, dando luogo ad uno scontro tanto sanguinoso quanto inutile. Il 24 maggio, la fanteria dell'Unione venne respinta a Ox Ford, ma avanzò sulla destra confederata. La trappola di Lee era scattata, ma egli perse l'opportunità di sconfiggere duramente Grant, non riuscendo a scagliare un attacco tale da chiudere la partita, a causa della diarrea che lo debilitava impedendogli di condurre direttamente le operazioni. Grant continuò a dirigersi a sudest, nella direzione di Old Cold Harbor.

### Battaglia di Haw's Shop (28 maggio 1864)
La divisione di cavalleria dell'Unione, comandata da David McM. Gregg, appoggiata dalla divisione di Alfred Torbert, avanzò a coprire l'Armata del Potomac durante l'attraversamento del fiume Pamunkey e il movimento verso il torrente Totopotomoy. Le divisioni di cavalleria di Fitzhugh Lee e Wade Hampton incontrarono i Federali ad Enon Church. Dopo sette ore di combattimento, in gran parte condotto a piedi, con molte perdite su entrambi i fronti, l'avanzata dei Federali venne arrestata, Hampton ritirò le sue truppe ma con un chiaro successo di intelligence per aver raccolto dai prigionieri tutti i dettagli sulle manovre di Grant.

### Battaglia di Totopotomoy Creek (28–30 maggio 1864)
Le forze di Lee si erano trincerate dietro il torrente Totopotomoy, coprendo tutte le direttrici di avanzata su Richmond. Il II Corpo forzò il passaggio del torrente in due punti, catturando la prima linea delle trincee confederate, ma l'avanzata venne fermata sulla linea di resistenza principale. Nel frattempo il V Corpo, in movimento vicino a Bethesda Church sull'estremo fianco sinistro dell'esercito dell'Unione, venne attaccato dal corpo comandato da Jubal A. Early. I Federali vennero respinti alla Shady Grove Road dopo aspri combattimenti.

### Battaglia di Old Church (30 maggio 1864)
Con le armate in fase di stallo lungo la linea del Totopotomoy, la cavalleria federale iniziò ad effettuare delle incursioni verso est e verso sud. La Divisione nordista di cavalleria del Brig. Gen. Alfred Torbert attaccò e sconfisse la brigata di Matthew C. Butler vicino a Old Church. Gli uomini di Butler vennero respinti fino alla strada per Old Cold Harbor, aprendo le porte il giorno successivo per la cattura da parte di Sheridan dell'importante crocevia.

### Battaglia di Cold Harbor (31 maggio–12 giugno 1864)
Il 31 maggio, con l'occupazione nordista del crocevia di Old Cold Harbor ha inizio una delle più cruente e controverse battaglie di tutta la guerra di secessione, con oltre 17000 perdite, in larga parte di soldati nordisti lanciati in inutili e disperate cariche frontali contro le fortificazioni confederate. Lo stesso Grant si rammaricò dello svolgimento dello scontro per il resto della sua vita.
La cavalleria di Sheridan occupò il villaggio di Old Cold Harbor, e il 1º giugno respinse un attacco della fanteria confederata. Rinforzi confederati giunsero da Richmond e dalle linee sul Totopotomoy. Più tardi, nella stessa giornata del 1º giugno, il VI e il XVIII Corpo dell'Unione raggiunsero Cold Harbor e presero d'assalto le difese confederate ma subirono 2200 perdite.
Il 2 giugno, entrambi gli eserciti erano sul campo, a formare un fronte di sette miglia che si estendeva da Bethesda Church al fiume Chickahominy e che vedeva davanti 108000 uomini per l'Unione contro 62000 confederati. Per la prima volta nel corso della guerra, due armate così numerose si fronteggiavano sulla stessa sponda di un fiume. Convinti di non aver lasciato tempo a Lee di organizzare una sufficiente linea difensiva, Grant e Meade ordinarono l'attacco al fianco destro del nemico da parte del II, del VI e del XVIII Corpo, che insieme assommavano 31000 uomini. Tuttavia la stanchezza delle truppe e la mancanza di coordinazione, spinsero Grant a rinviare l'assalto e di questo ritardo si avvantaggiò Lee per riposizionare i suoi uomini.
All'alba del 3 giugno, i 3 Corpi dell'Unione andarono all'assalto lungo la linea Bethesda Church-Cold Harbor. In un primo momento, il II Corpo riuscì a rompere il fronte confederato arrivando a uno scontro corpo a corpo con la divisione del Mag. Gen. Breckinridge, ma fu respinto dalla controffensiva della divisione del Brig. Gen. Barlow. Nel corso dei ripetuti assalti, i nordisti vennero decimati in ogni punto dal massiccio fuoco confederato proveniente dalle trincee. I 16000 uomini del XVIII Corpo vennero attirati in due burroni e lì falciati dal fuoco di artiglieria. A Nord, il IX Corpo, che si era aggiunto alla battaglia, dopo un iniziale successo preferì mantenere le posizioni, mentre gli altri Corpi rifiutarono l'ordine di Meade di tentare nuovi assalti. Si stima che nelle primissime ore della mattina l'esercito nordista abbia perso fino a 7000 uomini contro i 1500 dei sudisti.
Gli eserciti si affrontarono su queste linee in un'estenuante guerra di trincea, con numerose perdite. Grant, non volendo ammettere la sconfitta, attese a lungo nel richiedere una tregua e quando lo fece era ormai troppo tardi per la maggior parte dei feriti. Nella notte del 12 giugno, Grant disimpegnò le truppe, attraversano il James River e puntando verso Petersburg.
Cold Harbor fu l'ultima grande vittoria di Lee; trascorse il resto della guerra a difendere Richmond dietro una linea di trincea fortificata. Sebbene avesse compreso quanto la situazione fosse disperata, sperava che una resistenza estrema avrebbe avuto ripercussioni politiche, provocando la sconfitta di Lincoln nelle elezioni presidenziali a favore di un candidato favorevole alla pace.

### Battaglia di Trevilian Station (11–12 giugno 1864)
Per far uscire allo scoperto la cavalleria confederata e aprire la porta ad un movimento generale verso il fiume James, Sheridan allestì un'incursione di cavalleria su larga scala nella contea di Louisa, cercando di interrompere la Ferrovia Centrale della Virginia. È considerata la più grande battaglia di cavalleria della guerra.
L'11 giugno Sheridan, con le divisioni di Gregg e Torbert, attaccò le divisioni di cavalleria di Hampton e Fitzhugh Lee a Trevilian Station. Sheridan inserì un cuneo fra le divisioni confederate, disordinandole. Il 12, le sorti si ribaltarono. Hampton e Lee fecero smontare i loro uomini e tracciarono una linea difensiva attraverso la ferrovia e la strada per Gordonsville. Da questa posizione di vantaggio respinsero diversi risoluti assalti a piedi. Sheridan si ritirò dopo aver distrutto circa sei miglia di strada ferrata. La vittoria confederata di Trevilian impedì a Sheridan di raggiungere Charlottesville e cooperare con l'esercito di Hunter nella valle dello Shenandoah.

### Battaglia di Saint Mary's Church (24 giugno 1864)
La cavalleria di Hampton tentò di tagliare fuori la cavalleria di Sheridan di ritorno dal raid su Trevilian Station. Sheridan combatté un'azione di alleggerimento per proteggere un treno di rifornimenti, quindi si ricongiunse all'esercito dell'Unione a Bermuda Hundred.

## Conseguenze
La Campagna Terrestre fu un colpo indispensabile per l'Unione per vincere la guerra e, a dispetto delle battaglie perdute (prima fra tutte quella di Cold Harbor), la campagna fu una grande vittoria strategica per l'Unione. Ingaggiando le forze di Lee senza consentirne la fuga, Grant forzò Lee in una posizione insostenibile. La Campagna fu la più sanguinosa della storia americana: approssimativamente 55000 vittime dalla parte dell'Unione (di cui 7600 caduti), 32600 (4200 morti) per i Confederati.
Le stime variano riguardo alle perdite dell'intera Campagna. La seguente tabella riassume le stime ricavate dalle fonti più conosciute:
| Fonte                                               | Unione | Unione | Unione                | Unione      | Confederati | Confederati | Confederati           | Confederati |
| Fonte                                               | Morti  | Feriti | Prigionieri/ Dispersi | Totale      | Morti       | Feriti      | Prigionieri/ Dispersi | Totale      |
| --------------------------------------------------- | ------ | ------ | --------------------- | ----------- | ----------- | ----------- | --------------------- | ----------- |
| National Park Service                               |        |        |                       | 38691       |             |             |                       | 31448       |
| Bonekemper, Victor, Not a Butcher                   | 7621   | 38339  | 8966                  | 54926       | 4206        | 18564       | 9861                  | 32631       |
| Esposito, West Point Atlas                          |        |        |                       | 55000       |             |             |                       | 20–40000    |
| McPherson, Battle Cry                               |        |        |                       | 65000       |             |             |                       | 35000       |
| Smith, Grant                                        |        |        |                       | circa 65000 |             |             |                       | 35000       |
| Registrazioni ufficiali Dipartimento di guerra, USA | 6586   | 26047  | 6626                  | 39259       |             |             |                       |             |

Grant ricevette all'epoca la reputazione di «macellaio» e la storia ha conservato l'opinione che egli abbia senza necessità gettato via le vite dei suoi uomini in infruttuosi attacchi frontali per intimidire Lee. Vale la pena notare che le perdite di Lee, sebbene minori in numero assoluto, furono più alte in percentuale. E che Grant, con le sue 55000 vittime, riuscì ad ottenere contro Lee più di tutti i generali suoi predecessori, nonostante il loro più alto numero di perdite dei tre anni precedenti. Alle perdite nordiste andrebbero aggiunti i soldati che abbandonarono l'armata per fine ferma, lo storico Raimondo Luraghi parla di 36 reggimenti per un totale di 12000 uomini.
La campagna terrestre si concluse con l'attraversamento del fiume James da parte di Grant, e con l'inizio dell'assedio di Petersburg, noto anche come campagna di Richmond-Petersburg. Questo rappresentò un cambiamento di strategia per Grant. Egli si rese conto che non avrebbe potuto costringere con la manovra Lee ad una battaglia finale e decise di focalizzarsi su obiettivi geografici e politici: le città di Richmond e di Petersburg. Se le linee ferroviarie che rifornivano quelle città dal sud fossero state catturare, Lee sarebbe stato costretto a scendere in campo aperto. Grant sapeva anche che le offensive coordinate che aveva concepito erano fallite: eccetto che per Sherman, che stava avanzando su Atlanta, tutti gli altri generali erano immobilizzati o sconfitti.